# Делавер-Вотер-Геп (Пенсільванія)
Делавер-Вотер-Геп (англ. Delaware Water Gap) — місто (англ. borough) в США, в окрузі Монро штату Пенсільванія. Населення — 675 осіб (2020).

## Географія
Делавер-Вотер-Геп розташований за координатами 40°58′4″ пн. ш. 75°8′2″ зх. д. / 40.96778° пн. ш. 75.13389° зх. д. (40.967874, -75.133837).  За даними Бюро перепису населення США в 2010 році місто мало площу 5,34 км², з яких 5,00 км² — суходіл та 0,34 км² — водойми.

### Клімат
| Клімат : Делавер-Вотер-Геп | Клімат : Делавер-Вотер-Геп | Клімат : Делавер-Вотер-Геп | Клімат : Делавер-Вотер-Геп | Клімат : Делавер-Вотер-Геп | Клімат : Делавер-Вотер-Геп | Клімат : Делавер-Вотер-Геп | Клімат : Делавер-Вотер-Геп | Клімат : Делавер-Вотер-Геп | Клімат : Делавер-Вотер-Геп | Клімат : Делавер-Вотер-Геп | Клімат : Делавер-Вотер-Геп | Клімат : Делавер-Вотер-Геп | Клімат : Делавер-Вотер-Геп |
| Показник                   | Січ.                       | Лют.                       | Бер.                       | Квіт.                      | Трав.                      | Черв.                      | Лип.                       | Серп.                      | Вер.                       | Жовт.                      | Лист.                      | Груд.                      | Рік                        |
| Абсолютний максимум, °C    | 20,1                       | 24,7                       | 29,8                       | 34,4                       | 34,6                       | 34,9                       | 37,8                       | 36,8                       | 35,6                       | 30,9                       | 26,1                       | 21,6                       | 37,8                       |
| Середній максимум, °C      | 2,6                        | 4,7                        | 9,6                        | 16,8                       | 22,4                       | 26,9                       | 29,2                       | 28,2                       | 24,2                       | 17,9                       | 11,6                       | 5,0                        | 16,7                       |
| Середня температура, °C    | −2,4                       | −0,8                       | 3,6                        | 9,9                        | 15,4                       | 20,3                       | 22,8                       | 21,9                       | 17,8                       | 11,4                       | 5,9                        | 0,3                        | 10,6                       |
| Середній мінімум, °C       | −7,5                       | −6,3                       | −2,4                       | 2,9                        | 8,4                        | 13,7                       | 16,4                       | 15,6                       | 11,3                       | 4,8                        | 0,3                        | −4,5                       | 4,4                        |
| Абсолютний мінімум, °C     | −27,9                      | −22,7                      | −18,2                      | −10                        | −2,6                       | 2,4                        | 5,8                        | 3,2                        | −1,2                       | −6,9                       | −14,7                      | −21,8                      | −27,9                      |
| Норма опадів, мм           | 86                         | 75                         | 93                         | 105                        | 113                        | 114                        | 115                        | 112                        | 125                        | 121                        | 102                        | 103                        | 1263                       |
| Вологість повітря, %       | 68.5                       | 63.8                       | 59.5                       | 57.3                       | 61.9                       | 68.9                       | 68.7                       | 71.7                       | 72.5                       | 70.5                       | 69.4                       | 69.7                       | 66.9                       |
| -------------------------- | -------------------------- | -------------------------- | -------------------------- | -------------------------- | -------------------------- | -------------------------- | -------------------------- | -------------------------- | -------------------------- | -------------------------- | -------------------------- | -------------------------- | -------------------------- |
| Джерело: PRISM             |                            |                            |                            |                            |                            |                            |                            |                            |                            |                            |                            |                            |                            |

## Демографія
Згідно з переписом 2010 року, у селищі мешкало 746 осіб у 351 домогосподарстві у складі 193 родин. Густота населення становила 140 осіб/км².  Було 392 помешкання (73/км²).
Расовий склад населення:
| - 85,5 % — білих - 7,2 % — чорних або афроамериканців - 3,9 % — азіатів - 0,1 % — вихідців з тихоокеанських островів - 0,1 % — корінних американців - 1,7 % — осіб інших рас |

До двох чи більше рас належало 1,3 %. Частка іспаномовних становила 7,2 % від усіх жителів.
За віковим діапазоном населення розподілялося таким чином: 16,8 % — особи молодші 18 років, 70,5 % — особи у віці 18—64 років, 12,7 % — особи у віці 65 років та старші. Медіана віку мешканця становила 42,1 року. На 100 осіб жіночої статі у селищі припадало 108,4 чоловіків;  на 100 жінок у віці від 18 років та старших — 103,6 чоловіків також старших 18 років.
Середній дохід на одне домашнє господарство  становив 60 043 долари США (медіана — 45 313), а середній дохід на одну сім'ю — 68 955 доларів (медіана — 64 250). За межею бідності перебувало 9,6 % осіб, у тому числі 20,5 % дітей у віці до 18 років та 6,7 % осіб у віці 65 років та старших.
Цивільне працевлаштоване населення становило 327 осіб. Основні галузі зайнятості: освіта, охорона здоров'я та соціальна допомога — 19,9 %, виробництво — 16,2 %, науковці, спеціалісти, менеджери — 15,0 %.